# 东方蛇属
东方蛇属（学名：Orientocoluber）是游蛇科的一属。

## 下属物种
本属包括以下物种：
- 黄脊游蛇 Orientocoluber spinalis (Peters, 1866)，黄脊东方蛇